# Lorenzo, Texas
Lorenzo là một thành phố thuộc quận Crosby, tiểu bang Texas, Hoa Kỳ. Năm 2010, dân số của xã này là 1147 người.

## Dân số
- Dân số năm 2000: 1372 người.
- Dân số năm 2010: 1147 người.